# Kuca Miranda
Jaílton Alves Miranda (ur. 2 sierpnia 1989 w Praii) – kabowerdeński piłkarz grający na pozycji lewego pomocnika. Od 2016 jest piłkarzem klubu FC Arouca.

## Kariera piłkarska
Swoją karierę piłkarską Kuca rozpoczął w klubie AD Bairro. W 2007 roku awansował do pierwszego zespołu i w sezonie 2007/2008 zadebiutował w nim w pierwszej lidze. W 2009 roku przeszedł do Boavisty Praia, w której spędził rok. W sezonie 2009/2010 wywalczył z nim dublet – mistrzostwo i Puchar Republiki Zielonego Przylądka.
W 2010 roku Kuca wyjechał do Portugalii i został zawodnikiem klubu SC Mirandela, grającego w Terceira Divisão. W sezonie 2010/2011 awansował z nim do Segunda Divisão. W styczniu 2012 przeszedł do GD Chaves, w którym zadebiutował 15 stycznia 2012 w wygranym 1:0 wyjazdowym meczu z FC Vizela. W sezonie 2012/2013 awansował z Chaves do drugiej ligi portugalskiej. W Chaves grał również w sezonie 2013/2014.
Latem 2014 Kuca przeszedł do pierwszoligowego Estoril Praia. Swój debiut w nim zaliczył 18 sierpnia 2014 w zremisowanym 1:1 wyjazdowym meczu z FC Arouca. W Estoril grał do stycznia 2015.
W styczniu 2015 Kuca został zawodnikiem Karabüksporu. W Süper Lig zadebiutował 31 stycznia 2015 w przegranym 1:2 domowym meczu z Fenerbahçe SK.
Latem 2015 Kuca został na pół roku wypożyczony do CF Os Belenenses. Zadebiutował w nim 11 września 2015 w przegranych 0:6 derbach Lizbony z Benfiką.
W 2016 roku Kucę wypożyczono do Rio Ave FC. Swój debiut w nim zanotował 8 lutego 2016 w zremisowanym 0:0 wyjazdowym meczu ze Sportingiem.
Latem 2016 Kuca przeszedł do FC Arouca.
| Sezon   | Klub             | Kraj                          | Rozgrywki           | Mecze | Gole |
| ------- | ---------------- | ----------------------------- | ------------------- | ----- | ---- |
| 2007/08 | AD Bairro        | Republika Zielonego Przylądka | Campeonato Nacional | ?     | ?    |
| 2008/09 | AD Bairro        | Republika Zielonego Przylądka | Campeonato Nacional | ?     | ?    |
| 2009/10 | Boavista Praia   | Republika Zielonego Przylądka | Campeonato Nacional | ?     | ?    |
| 2010/11 | SC Mirandela     | Portugalia                    | Terceira Divisão    | 27    | 4    |
| 2011/12 | SC Mirandela     | Portugalia                    | Segunda Divisão     | 14    | 8    |
| 2011/12 | GD Chaves        | Portugalia                    | Segunda Divisão     | 14    | 7    |
| 2012/13 | GD Chaves        | Portugalia                    | Segunda Divisão     | 28    | 14   |
| 2013/14 | GD Chaves        | Portugalia                    | Segunda Liga        | 35    | 12   |
| 2014/15 | Estoril Praia    | Portugalia                    | Primeira Liga       | 15    | 5    |
| 2014/15 | Karabükspor      | Turcja                        | Süper Lig           | 2     | 0    |
| 2015/16 | CF Os Belenenses | Portugalia                    | Primeira Liga       | 14    | 1    |
| 2015/16 | Rio Ave FC       | Portugalia                    | Primeira Liga       | 12    | 2    |
| 2016/17 | FC Arouca        | Portugalia                    | Primeira Liga       |       |      |

## Kariera reprezentacyjna
W reprezentacji Republiki Zielonego Przylądka Kuca zadebiutował 28 marca 2009 roku w wygranym 5:0 towarzyskim meczu z Gwineą Równikową. W 2015 roku został powołany do kadry na Puchar Narodów Afryki 2015. Zagrał na nim w trzech meczach: z Tunezją (1:1), z Demokratyczną Republiką Konga (0:0) i z Zambią (0:0).